# Monitoriella curta
Monitoriella curta är en stekelart som beskrevs av Robert A.Wharton 1995. Monitoriella curta ingår i släktet Monitoriella och familjen bracksteklar. Inga underarter finns listade i Catalogue of Life.